# Államok vezetőinek listája 1913-ban
Ezen az oldalon az 1913-ban fennálló államok vezetőinek névsora olvasható földrészek, majd országok szerinti bontásban.

## Európa
- Albánia –
  -  Albánia Ideiglenes Kormányzata
  - 1913. július 29-én ismerték el.
  - Kormányfő – Ismail Qemali (1912–1914), lista
  -  Közép-albániai Köztársaság (el nem ismert állam)
  - 1913. október 14-én alakult meg.
  - Államfő – Esat Toptani (1913–1914), a Közép-albániai Köztársaság elnöke
- Andorra (parlamentáris társhercegség)
  - Társhercegek
    - Francia társherceg –
      1. Armand Fallières (1906–1913)
      2. Raymond Poincaré (1913–1920), lista

    - Episzkopális társherceg – Juan Benlloch i Vivó (1907–1919), lista
- Belgium (monarchia)
  - Uralkodó – I. Albert király (1909–1934)
  - Kormányfő – Charles de Broqueville (1911–1918), lista
- Bolgár Cárság (monarchia)
  - Uralkodó – I. Ferdinánd cár (1887–1918)
  - Kormányfő –
    1. Ivan Evsztratiev Gesov (1911–1913)
    2. Sztojan Danev (1913)
    3. Vaszil Radoszlavov (1913–1918), lista
- Dánia (monarchia)
  - Uralkodó – X. Keresztély király (1912–1947)
  - Kormányfő –
    1. Klaus Berntsen (1910–1913)
    2. Carl Theodor Zahle (1913–1920), lista
- Egyesült Királyság (parlamentáris monarchia)
  - Uralkodó – V. György Nagy-Britannia királya (1910–1936)
  - Kormányfő – Herbert Asquith (1908–1916), lista
- Franciaország (köztársaság)
  - Államfő –
    1. Armand Fallières (1906–1913)
    2. Raymond Poincaré (1913–1920), lista

  - Kormányfő –
    1. Raymond Poincaré (1912–1913)
    2. Aristide Briand (1913)
    3. Louis Barthou (1913)
    4. Gaston Doumergue (1913–1914), lista
- Görögország (monarchia)
  - Uralkodó –
    1. I. György király (1863–1913)
    2. I. Konstantin király (1913–1917)

  - Kormányfő – Elefthériosz Venizélosz (1910–1915), lista
- Hollandia (monarchia)
  - Uralkodó – Vilma királynő (1890–1948)
  - Kormányfő –
    1. Theo Heemskerk (1908–1913)
    2. Pieter Cort van der Linden (1913–1918), lista
- Liechtenstein (parlamentáris monarchia)
  - Uralkodó – II. János herceg (1859–1929)
- Luxemburg (monarchia)
  - Uralkodó – Mária Adelaida nagyhercegnő (1912–1919)
  - Kormányfő – Paul Eyschen (1888–1915), lista
- Monaco (monarchia)
  - Uralkodó – I. Albert herceg (1889–1922)
  - Államminiszter – Émile Flach (1911–1917), ügyvivő, lista
- Montenegró (monarchia)
  - Uralkodó – I. Miklós király (1860–1918)[1]
  - Kormányfő –
    1. Mitar Martinović (1912–1913)
    2. Janko Vukotić (1913–1915), lista
- Német Császárság (monarchia)
  - Uralkodó – II. Vilmos császár (1888–1918)
  - Kancellár – Theobald von Bethmann-Hollweg (1909–1917), lista
- Norvégia (monarchia)
  - Uralkodó – VII. Haakon király (1905–1957)
  - Kormányfő –
    1. Jens Bratlie (1912–1913)
    2. Gunnar Knudsen (1913–1920), lista
- Olasz Királyság (monarchia)
  - Uralkodó – III. Viktor Emánuel király (1900–1946)
  - Kormányfő – Giovanni Giolitti (1911–1914), lista
- Orosz Birodalom (monarchia)
  - Uralkodó – II. Miklós cár (1894–1917)
  - Kormányfő – Vlagyimir Kokovcov (1911–1914), lista
- Osztrák–Magyar Monarchia (monarchia)
  - Uralkodó – I. Ferenc József király (1848–1916)
  - Kormányfő –
    - Osztrák Császárság – Karl von Stürgkh (1911–1916), lista
    - Magyar Királyság –
      1. Lukács László (1912–1913)
      2. Tisza István (1913–1917), lista
- Pápai állam (abszolút monarchia)
  - Uralkodó – X. Piusz pápa (1903–1914)
- Portugália (köztársaság)
  - Államfő – Manuel de Arriaga (1911–1915), lista
  - Kormányfő –
    1. Duarte Leite (1912–1913)
    2. Afonso Costa (1913–1914), lista
- Román Királyság (monarchia)
  - Uralkodó – I. Károly király (1866–1914)
  - Kormányfő – Titu Maiorescu (1912–1914), lista
- San Marino (köztársaság)
  - San Marino régenskapitányai:
    1. Menetto Bonelli és Vincenzo Marcucci (1912–1913)
    2. Giuseppe Angeli és Ignazio Grazia (1913)
    3. Cirro Belluzzi és Domenico Suzzi Valli (1913–1914), régenskapitányok
- Spanyolország (monarchia)
  - Uralkodó – XIII. Alfonz király (1886–1931)
  - Kormányfő –
    1. Álvaro de Figueroa (1912–1913)
    2. Eduardo Dato (1913–1915), lista
- Svájc (konföderáció)
  - Szövetségi Tanács:[2]
  - Eduard Müller (1895–1919), elnök, Ludwig Forrer (1902-1917), Arthur Hoffmann (1911–1917), Giuseppe Motta (1911–1940), Camille Decoppet (1912–1919), Edmund Schulthess (1912–1935), Felix Calonder (1913–1920)
- Svédország (parlamentáris monarchia)
  - Uralkodó – V. Gusztáv király (1907–1950)
  - Kormányfő – Karl Staaff (1911–1914), lista
- Szerbia (monarchia)
  - Uralkodó – I. Péter király (1903–1921)[3]
  - Kormányfő – Nikola Pašić (1912–1918), miniszterelnök

## Afrika
- Dél-afrikai Unió (monarchia)
  - Uralkodó – V. György Nagy-Britannia királya (1910–1936)
  - Főkormányzó – Herbert Gladstone (1910–1914), Dél-Afrika kormányát igazgató tisztviselő
  - Kormányfő – Louis Botha (1910–1919), lista
- Dervis Állam (el nem ismert állam)
  - Uralkodó – Mohammed Abdullah Hassan (1896–1920)
- Etiópia (monarchia)
  - Uralkodó –
    1. II. Menelik császár (1889–1913)
    2. V. Ijaszu császár (1913–1916)

  - Kormányfő – Habte Gijorgisz Dinagde (1909–1927), lista
- Libéria (köztársaság)
  - Államfő – Daniel Edward Howard (1912–1920), lista
- Marokkó (monarchia)
  - Uralkodó – Juszuf szultán (1912–1927)

## Dél-Amerika
- Argentína (köztársaság)
  - Államfő – Roque Sáenz Peña (1910–1914), lista
- Bolívia (köztársaság)
  - Államfő –
    1. Eliodoro Villazón (1909–1913)
    2. Ismael Montes (1913–1917), lista
- Brazília (köztársaság)
  - Államfő – Hermes da Fonseca (1910–1914), lista
- Chile (köztársaság)
  - Államfő – Ramón Barros Luco (1910–1915), lista
- Ecuador (köztársaság)
  - Államfő – Leónidas Plaza (1912–1916), lista
- Kolumbia (köztársaság)
  - Államfő – Carlos Eugenio Restrepo (1910–1914), lista
- Paraguay (köztársaság)
  - Államfő – Eduardo Schaerer (1912–1916), lista
- Peru (köztársaság)
  - Államfő – Guillermo Billinghurst (1912–1914), lista
  - Kormányfő –
    1. Enrique Varela Vidaurre (1912–1913)
    2. Federico Luna y Peralta (1913)
    3. Aurelio Sousa Matute (1913)
    4. Enrique Varela Vidaurre (1913–1914), lista
- Uruguay (köztársaság)
  - Államfő – José Batlle y Ordóñez (1911–1915), lista
- Venezuela (köztársaság)
  - Államfő –
    1. Juan Vicente Gómez (1908–1913)
    2. José Gil Fortoul (1913–1914), lista

## Észak- és Közép-Amerika
- Amerikai Egyesült Államok (köztársaság)
  - Államfő –
    1. William Howard Taft (1909–1913)
    2. Thomas Woodrow Wilson (1913–1921), lista
- Costa Rica (köztársaság)
  - Államfő – Ricardo Jiménez Oreamuno (1910–1914), lista
- Dominikai Köztársaság (köztársaság)
  - Államfő –
    1. Adolfo Alejandro Nouel (1912–1913), ideiglenes
    2. José Bordas Valdez (1913–1914), ideiglenes, lista
- Salvador (köztársaság)
  - Államfő –
    1. Manuel Enrique Araujo (1911–1913)
    2. Carlos Meléndez (1913–1914), ideiglenes, lista
- Guatemala (köztársaság)
  - Államfő – Manuel Estrada Cabrera (1898–1920), lista
- Haiti (köztársaság)
  - Államfő –
    1. Tancrède Auguste (1912–1913)
    2. Michel Oreste (1913–1914), lista
- Honduras (köztársaság)
  - Államfő –
    1. Manuel Bonilla (1912–1913)
    2. Francisco Bertrand (1913–1919), lista
- Kanada (parlamentáris monarchia)
  - Uralkodó – V. György király (1910–1936)
  - Főkormányzó – Artúr herceg (1911–1916), lista
  - Kormányfő – Sir Robert Borden (1911–1920), lista
- Kuba (köztársaság)
  - Államfő –
    1. José Miguel Gómez (1909–1913)
    2. Mario García Menocal (1913–1921), lista
- Mexikó (köztársaság)
  - Államfő –
    1. Francisco Ignacio Madero (1911–1913)
    2. Pedro Lascuráin (1913)
    3. Victoriano Huerta (1913–1914), lista
- Nicaragua (köztársaság)
  - Államfő – Adolfo Díaz (1911–1917), lista
- Panama (köztársaság)
  - Államfő – Belisario Porras Barahona (1912–1916), lista
- Új-Fundland (monarchia)
  - Uralkodó – V. György király (1910–1936)
  - Kormányzó –
    1. Ralph Champneys Williams (1909–1913)
    2. Sir Walter Edward Davidson (1913–1917)

  - Kormányfő – Sir Edward Patrick Morris (1909–1917), lista

## Ázsia
- Afganisztán (monarchia)
  - Uralkodó – Habibullah Kán emír (1901–1919)
- Aszír (idríszida emírség)
  - Uralkodó – Muhammad ibn Ali al-Idríszi (1909–1923), emír
- Buhara
  - Uralkodó – Mohammed Alim kán (1911–1920)
- Dzsebel Sammar (monarchia)
  - Uralkodó – Szaúd bin Abdulazíz (1910–1920), Dzsebel Sammar emírje
- Hiva
  - Uralkodó – Iszfandijar Dzsurdzsi Bahadur kán (1910–1918)
- Japán (császárság)
  - Uralkodó – Josihito császár (1912–1926)
  - Kormányfő –
    1. Kacura Taró (1912–1913)
    2. Jamamoto Gonnohjóe (1913–1914), lista
- Kína
  -  Pekingi Kormányzat
    - Államfő – Jüan Si-kaj (1912–1915), Kína katonai kormányzatának generalisszimusza
    - Kormányfő –
      1. Csao Bing-dzsun (1912–1913)
      2. Duan Csi-ruj (1913)
      3. Hsziong Hszi-ling (1913–1914), Kína Államtanácsának ideiglenes elnöke

  -  Mongólia (Kína Pekingi Kormányzata megszállása alatt)
    - Uralkodó – Bogdo kán (1911–1919)
    - Kormányfő – Töksz-Ocsirin Namnanszüren (1912–1919), lista

  -  Tibet (el nem ismert, de facto független állam)
  - 1913-ban nyilvánította ki függetlenségét.
    - Uralkodó – Tubten Gyaco, Dalai láma (1879–1933)
- Maszkat és Omán (abszolút monarchia)
  - Uralkodó –
    1. Fejszál szultán (1888–1913)
    2. Tajmur szultán (1913–1932)
- Nedzsd és Hasza Emírség (monarchia)
  - Uralkodó – Abdul-Aziz emír (1902–1953)[4]
- Nepál (alkotmányos monarchia)
  - Uralkodó – Tribhuvana király (1911–1950)
  - Kormányfő – Csandra Samser Dzsang Bahadur Rana (1901–1929), lista
- Oszmán Birodalom (monarchia)
  - Uralkodó – V. Mehmed szultán (1909–1918)
  - Kormányfő –
    1. Kámil Pasa (1912–1913), nagyvezír
    2. Mahmúd Sevket Pasa (1913), nagyvezír
    3. Szaíd Halim Pasa (1913–1917), nagyvezír, lista
- Perzsia (monarchia)
  - Uralkodó – Ahmad Sah Kadzsar sah (1909–1925)
  - Régens – Naszir am-Mulk (1910–1914), Perzsia régense
  - Kormányfő –
    1. Nadzsaf-Kúli Kán Bahtiári (1911–1913)
    2. Mohammad-Ali Alá asz-Szaltaneh (1913)
    3. Mostoufi ol-Mamalek (1913–1915), lista
- Sziám (parlamentáris monarchia)
  - Uralkodó – Vadzsiravudh király (1910–1925)

## Óceánia
- Ausztrália (parlamentáris monarchia)
  - Uralkodó – V. György Ausztrália királya (1910–1936)
  - Főkormányzó – Thomas Denman (1911–1914), lista
  - Kormányfő –
    1. Andrew Fisher (1910–1913)
    2. Joseph Cook (1913–1914), lista
- Új-Zéland (parlamentáris monarchia)
  - Uralkodó – V. György Új-Zéland királya (1910–1936)
  - Kormányzó – Arthur Foljambe[5] (1912–1920), lista
  - Kormányfő – William Massey (1912–1925), lista